# 2024년 하계 올림픽 카누 남자 C-1
2024년 하계 올림픽 카누 남자 슬라럼 C-1 경기는 남자 슬라럼 카누 1인승 경기로 2024년 7월 27일부터 29일까지 진행되었다.

## 배경
이 종목은 올림픽에서 10번째로 개최되었는데, 첫 개최는 1972년이며, 이후 중단되었으나 1992년부터 2020년까지의 모든 하계 올림픽에서는 이 종목이 포함되었고, 다시 개최되었다.

## 대회 형식
카누 남자 슬라럼 C-1은 예선, 준결승, 결승의 총 세 라운드로 구성된다.
- 예선: 각 카누 선수는 코스를 2회 주행하여 두 기록 중 최고 기록을 최종적으로 갖는다. 상위 16명은 준결승에 진출한다.
- 준결승: 각 카누 선수는 코스를 1회만 주행하고 상위 12명은 결승에 진출한다.
- 결승: 각 카누 선수는 코스를 1회만 주행하고 기록이 더 짧은 순서로 순위를 매긴다.

카누 코스는 약 250m 길이로 구성되어 있으며, 카누 선수는 코스에 놓인 25개 게이트를 올바른 방향으로 통과해야 한다. 잘못된 방향으로 통과하거나 게이트를 만지는 등의 위반 행위를 저지를 경우에는 페널티 시간 부과된다. 일반적으로 한 차례 코스 주행은 95초 정도 이어진다.
각 카누 선수의 배번은 ICF 월드 랭킹에 의거하여 순서대로 부여됐다.

## 일정
모든 시간은 중앙유럽 일광 절약 시간대 기준이다. (UTC+02)
| 날짜            | 시간        | 경기        |
| --------------- | ----------- | ----------- |
| 2024년 7월 27일 | 15:00       | 예선        |
| 2024년 7월 29일 | 15:30 17:20 | 준결승 결승 |

## 결과
| 순위 | 배번 | 선수                | 국가           | 예선   | 예선 | 예선   | 예선 | 예선   | 예선 | 준결승 | 준결승 | 준결승 | 결승   | 결승 | 결승 |
| 순위 | 배번 | 선수                | 국가           | 런 1   | Pen. | 런 2   | Pen. | 기록   | Ord. | 기록   | Pen.   | Ord.   | 기록   | Pen. | Ord. |
| ---- | ---- | ------------------- | -------------- | ------ | ---- | ------ | ---- | ------ | ---- | ------ | ------ | ------ | ------ | ---- | ---- |
| 1    | 2    | 니콜라 제스탱       | 프랑스         | 88.90  | 0    | 88.78  | 0    | 88.78  | 1    | 93.12  | 0      | 1      | 91.36  | 0    | 1    |
| 2    | 7    | 애덤 버지스         | 영국           | 90.87  | 0    | 95.08  | 4    | 90.87  | 2    | 97.21  | 0      | 4      | 96.84  | 0    | 2    |
| 3    | 4    | 마테이 베뉴시       | 슬로바키아     | 100.28 | 2    | 94.91  | 2    | 94.91  | 11   | 98.59  | 4      | 11     | 97.03  | 0    | 3    |
| 4    | 6    | 시데리스 타시아디스 | 독일           | 92.44  | 0    | 92.43  | 0    | 92.43  | 7    | 96.74  | 0      | 3      | 97.27  | 0    | 4    |
| 5    | 3    | 미켈 트라베         | 스페인         | 92.19  | 2    | 143.15 | 56   | 92.19  | 6    | 96.69  | 0      | 2      | 97.92  | 2    | 5    |
| 6    | 8    | 루카시 로한         | 체코           | 95.63  | 2    | 97.74  | 2    | 95.63  | 12   | 97.54  | 4      | 10     | 98.09  | 2    | 6    |
| 7    | 10   | 리엄 제구           | 아일랜드       | 102.67 | 0    | 99.93  | 6    | 99.93  | 16   | 96.52  | 2      | 6      | 98.52  | 2    | 7    |
| 8    | 11   | 마티야 마리니치     | 크로아티아     | 91.61  | 0    | 98.44  | 2    | 91.61  | 3    | 98.82  | 0      | 7      | 100.35 | 2    | 9    |
| 9    | 9    | 트리스턴 카터       | 오스트레일리아 | 94.19  | 0    | 103.87 | 4    | 94.19  | 9    | 99.45  | 0      | 8      | 100.73 | 2    | 9    |
| 10   | 12   | 그제고시 헤드비크   | 폴란드         | 94.08  | 2    | 100.30 | 8    | 94.08  | 8    | 104.24 | 6      | 12     | 105.81 | 2    | 10   |
| 11   | 1    | 베냐민 사우셰크     | 슬로베니아     | 97.04  | 2    | 192.64 | 102  | 97.04  | 14   | 96.28  | 2      | 5      | 144.93 | 50   | 11   |
| 12   | 13   | 이브 부리스         | 세네갈         | 94.68  | 4    | 92.14  | 0    | 92.14  | 5    | 99.51  | 0      | 9      | 145.78 | 50   | 12   |
| 13   | 17   | 하네다 다쿠야       | 일본           | 96.82  | 0    | 99.59  | 0    | 96.82  | 13   | 103.11 | 4      | 13     | 탈락   | 탈락 | 탈락 |
| 14   | 5    | 라파엘로 이발디     | 이탈리아       | 91.90  | 0    | 94.96  | 4    | 91.90  | 4    | 108.20 | 0      | 14     | 탈락   | 탈락 | 탈락 |
| 15   | 15   | 알렉스 발도니       | 캐나다         | 97.32  | 2    | 98.56  | 0    | 97.32  | 15   | 123.41 | 4      | 15     | 탈락   | 탈락 | 탈락 |
| 16   | 14   | 케이시 아이크펠드   | 미국           | 99.84  | 6    | 94.69  | 2    | 94.69  | 10   | 104.23 | 58     | 16     | 탈락   | 탈락 | 탈락 |
| 17   | 16   | 요리스 오턴         | 네덜란드       | 101.92 | 0    | 110.93 | 8    | 101.92 | 17   | 탈락   | 탈락   | 탈락   | 탈락   | 탈락 | 탈락 |
| 18   | 20   | 페페 곤살베스       | 브라질         | 110.07 | 8    | 154.48 | 56   | 111.07 | 18   | 탈락   | 탈락   | 탈락   | 탈락   | 탈락 | 탈락 |
| 19   | 18   | 아미르 레자네자드   | 난민           | 116.16 | 6    | 119.48 | 6    | 116.16 | 19   | 탈락   | 탈락   | 탈락   | 탈락   | 탈락 | 탈락 |
| 20   | 19   | 살림 제마이         | 튀니지         | 128.42 | 4    | 130.02 | 6    | 128.42 | 20   | 탈락   | 탈락   | 탈락   | 탈락   | 탈락 | 탈락 |

## 메달
| 종목            | 금                     | 은                 | 동                         |
| --------------- | ---------------------- | ------------------ | -------------------------- |
| 남자 슬라럼 C-1 | 니콜라 제스탱 · 프랑스 | 애덤 버지스 · 영국 | 마테이 베뉴시 · 슬로바키아 |